# Jan Muszkowski

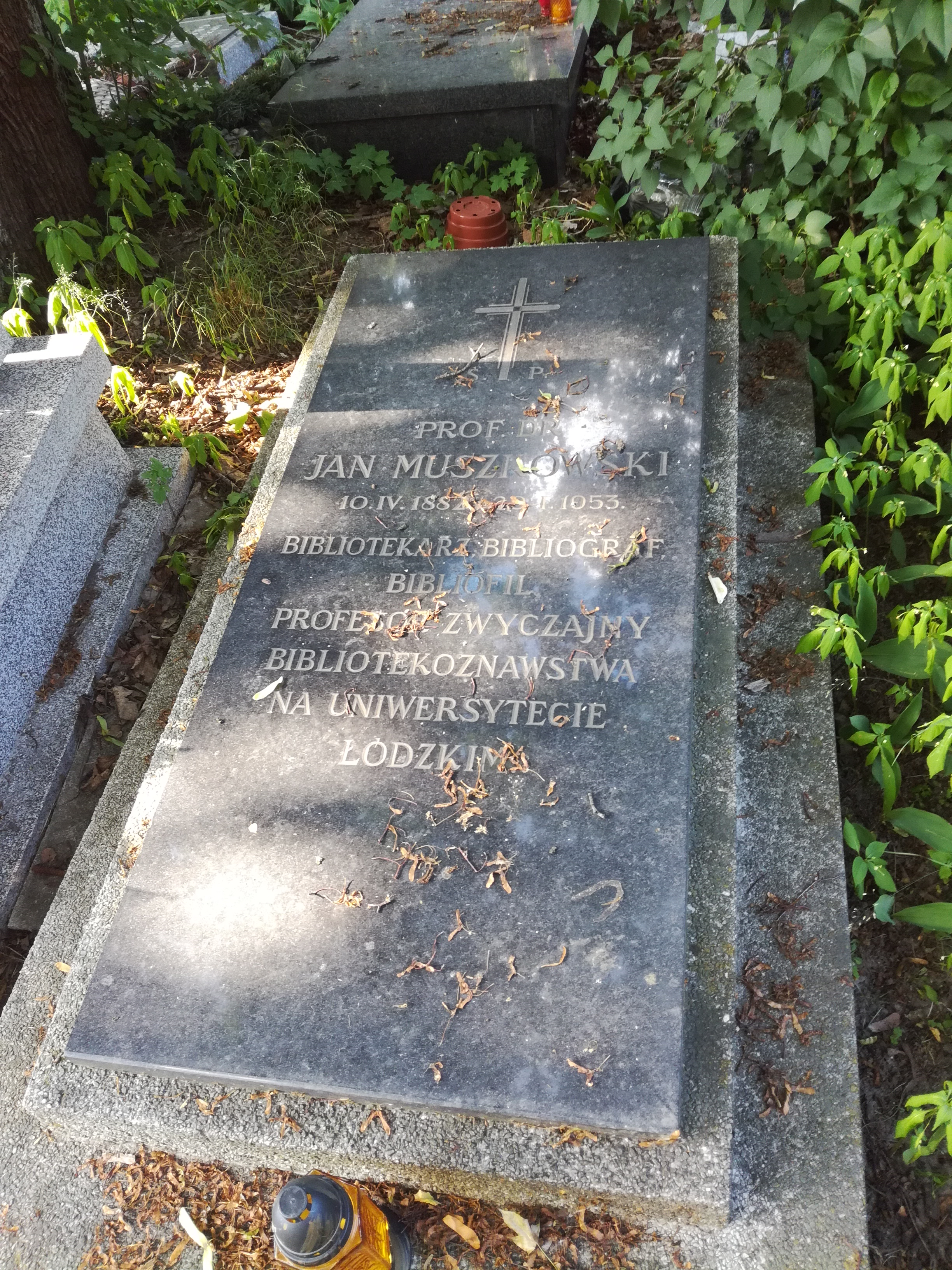
Grób prof. Jana Muszkowskiego na Starym Cmentarzu w Łodzi

Jan Muszkowski (ur. 10 kwietnia 1882 w Warszawie, zm. 29 stycznia 1953 w Łodzi) – polski bibliotekarz, organizator, pedagog i badacz w dziedzinie nauki o książce.

## Życiorys
Studia uniwersyteckie w zakresie nauk przyrodniczych, filologii germańskiej i filozofii odbył w Krakowie, Wiedniu i Lipsku, gdzie w 1909 otrzymał doktorat. Habilitował się w 1928 na Wolnej Wszechnicy Polskiej w Warszawie.
W latach 1915–1920 był bibliotekarzem Biblioteki Uniwersytetu Warszawskiego. Następnie, do 1936 był dyrektorem Biblioteki Krasińskich, którą przekształcił w zakład naukowy. W tym czasie był jednocześnie pracownikiem księgarni w dziale wydawnictw Polskiej Składnicy Pomocy Szkolnych oraz wydawcą i redaktorem Biblioteki Składnicy (1921), Przewodnika Księgarskiego (1925–1926) i Przeglądu Księgarskiego (1930–1932). Był współzałożycielem Związku Bibliotekarzy Polskich w 1917. W latach 1928–1949 był delegatem na coroczne kongresy międzynarodowe i ekspertem w Komisji Statystycznej IFLA. W 1937 został kierownikiem Biura Rady Książki. W latach 1945–1946 był kierownikiem działu Upowszechnienia Książki, a następnie Wydziału Wydawniczego Spółdzielni Wydawniczej „Czytelnik” w Łodzi. Zorganizował również I obchód święta oświaty w maju 1946.
W 1915 rozpoczął pod egidą Towarzystwa Naukowego Warszawskiego kontynuację Bibliografii Estreichera W ciągu 25 lat, początkowo sam, a później z pomocą zespołu bibliotekarzy, zgromadził ponad 125 tys. opisów bibliograficznych wydanych w Polsce w okresie 1901–1925. Materiał obejmujący litery A–R, przygotowany do druku w 1940 spłonął w czasie powstania warszawskiego.
W żywej publicystyce zawodowej reprezentował najbardziej postępowe poglądy okresu międzywojennego. Pionierski charakter miała jego działalność w dziedzinie kształcenia bibliotekarzy, począwszy od systematycznego kursu na Wolnej Wszechnicy Polskiej (1926–1938), aż do założenia pierwszej w Polsce Katedry bibliotekoznawstwa na Uniwersytecie Łódzkim (1945–1953). Na Uniwersytecie Łódzkim przeprowadził też przewód habilitacyjny z bibliotekoznawstwa (1948) i pierwszy doktorat w tej dziedzinie (1952). Praca naukowo-badawcza Muszkowskiego szła w kierunku metodycznego bądź historycznego opracowania różnorodnych zagadnień, wchodzących w skład nauki o książce, jak: dokumentologia, początki drukarstwa, czytelnictwo i socjologia książki. Z pracą nad bibliografią wiążą się zainteresowania Muszkowskiego statystyką druków.
Jego córką jest Joanna Muszkowska-Penson.
Pochowany na Starym Cmentarzu przy ul. Ogrodowej w Łodzi, w części katolickiej (kwatera 19 B-5-35).

## Ordery i odznaczenia
- Krzyż Oficerski Orderu Odrodzenia Polski (22 lipca 1951)[3]
- Złoty Krzyż Zasługi (22 lipca 1952)[4]
- Srebrny Wawrzyn Akademicki (5 listopada 1935)[5][6]
- Kawaler 1 klasy Orderu Gwiazdy Polarnej (Szwecja)[6]

## Publikacje
- O zadaniach historii księgarstwa („Przegląd Księgarski” 1928)
- E. Wendle i Spółka („Przegląd Księgarski” 1928)
- Potrzeby bibliografii („Myśl Polska” 1915 z.6)
- Przegląd bibliografii polskiej 1900–1918 („Przegląd Historyczny” 21: 1971/18)
- Polski Instytut Bibliograficzny („Kurier Księgarski” 1628 nr 43)
- O stanowisko Karola Estreichera w dziejach badań literackich (1927)
- Konsekwencje Bibliografii Polskie Karola Estreichera („Sprawozdania TNW” 1929)
- Zasady bibliotekoznawstwa i bibliografii. Wykład wstępny (1917)
- Kształcenie bibliotekarzy na Studium Pracy Społeczno-Oświatowej WWP (1936)
- Szkoła księgarska powstaje! („Przegląd Księgarski” 1928)
- Szkoła księgarska („Przegląd Księgarski” 1928)
- Kształcenie bibliotekarzy („Bibliotekarz” 1945 nr 2/3)
- Książka jako przedmiot nauki („Bibliotekarz” 1945 nr 2/3)
- Nowe prądy w kształceniu bibliotekarzy („Bibliotekarz” 1945 nr 2/3)
- Nauka o książce. Skrypt z wykładów. R. akad. 1947/1948 (1948)

Był encyklopedystą. Został wymieniony w gronie edytorów trzytomowej Podręcznej encyklopedii handlowej wydanej w 1931 w Poznaniu .